# Bogdan Căuș
Arșag Bogdan Căuș (25 iunie 1920, Constanța – 21 martie 2000, București) a fost un poet, jurnalist, memorialist, compozitor și regizor român. Pe numele său adevărat Arșag Bogosian, provine dintr-o familie de armeni din Constanța.

## Biografie
Studii la liceul „Mircea cel Bătrîn“ și la liceul „Matei Basarab“ din București. Studii aprofundate la Conservatorul Muncitoresc de Artă (secția Regie teatru).

## Activitate literară
Începe să publice încă din copilărie, afirmîndu-se cu versuri publicate în revistele „Ararat“, „Catedra“, „Cronica dobrogeană“, „Literatura“, „Rampa“, „Năzuința“, „Dobrogea jună“, etc.
În 1932, la numai 12 ani, redactează singur revista „Cercetașul de la mare“, având pe frontispiciu pseudonimul Bogdan Căuș, ce ulterior devine numele său legalizat.
În 1936, pe cînd era încă elev, publică primul său volum de versuri, „Primăvara în viață“.
La 15 ani publică în foileton, în „Cronica Dobrogeană“, primul său roman atrăgând astfel atenția cunoscutului critic și istoric literar Perpessicius.
Corespondent pentru Dobrogea al cotidianului „Timpul“ și redactor al ziarului „Vremea“ unde eseistul și memorialistul Arșavir Acterian era secretar de redacție.
Publică nuvele satirice în „Timpul familiei“, „Umorul“, „Universul literar“, etc.
În 1939 colaborator permanent la „Jurnalul literar“ condus de George Călinescu.
În timpul celui de-al doilea Război Mondial redactează ziarul „Frontul“ editat de Armata a IV-a.
Secretar general de redacție la „Rampa“, „Flacăra“, „România liberă“, „Urzica“, „Nor Ghiank“.
Redactor șef al revistei Ararat (după 1990).
Începând din 1955 angajat la Institutul de Cercetări Etnologice și Dialectologice București.

## Compoziții
- De vrei să dansez cu tine
- Un tango sentimental
- Fantasio
- Amăgire
- Izbînda vieții
- Culegătorii de stele
- Întîlnire cu dragostea
- Nimfa litoralului

## Volume
- Primăvara în viață, Poeme, Constanța 1936.
- Pe patul armei. Memorii, editura Ararat, București 1992
- Paginile pseudo-umoristice ale unui „Sărindarist“, editura Ararat, București 1996
- Figuri de armeni din România. Dicționar, editura Ararat, București, ediția I în 1997, ediția a II-a în 1998